# فرودگاه بین‌المللی ال آلتو
فرودگاه بین‌المللی ال آلتو (به انگلیسی: El Alto International Airport) (به زبان بومی: Aeropuerto Internacional El Alto) یک فرودگاه همگانی و نظامی مسافربری با کد یاتا LPB است که یک باند فرود آسفالت دارد و طول باند آن ۴۰۰۰ متر است. این فرودگاه در شهر لاپاز کشور بولیوی قرار دارد و در ارتفاع ۴۰۶۱٫۵ متری از سطح دریا واقع شده است.